# 黎巴嫩—沙特阿拉伯關係
黎巴嫩與沙特阿拉伯之間的關係是指黎巴嫩共和國及沙烏地阿拉伯王國兩國之間的雙邊關係。黎巴嫩在利雅得設有大使館，沙特阿拉伯則在貝魯特設有大使館。

## 歷史
歷史上兩國都曾經是奧斯曼帝國的一部分，黎巴嫩是一個自治省份，而沙特阿拉伯是在奧斯曼帝國的直接控制之下。在奧斯曼帝國的統治結束及土耳其人從兩地撤離後，沙特王國獨立建國，黎巴嫩則成爲法國的委任統治地。直到第二次世界大戰結束後黎巴嫩和沙特阿拉伯兩國才正式建立關係。

### 近現代
第二次世界大戰結束後，兩國建立了外交關係。在建交最初的幾十年裡黎巴嫩捲入了阿以衝突並與以色列對抗，沙特阿拉伯為黎巴嫩提供了政治上的支持但沒有派出任何軍事力量來協助，這種情況一直持續到黎巴嫩內戰爆發，在內戰爆發後，沙特阿拉伯開始充當黎巴嫩事務的和平中間人，在此期間沙特派遣了一批維和士兵到該國，該批維和士兵隨後與阿拉伯國家威懾部隊合併。期間伊朗發生了伊斯蘭革命，伊朗的君主制被推翻，1982年，由伊朗資助成立的什葉派伊斯蘭政治和軍事組織真主黨成立於黎巴嫩，該組織不斷增強在該國的影響力，引起了沙特政府的警覺，隨著《塔伊夫協定》的簽定，沙特開始投入數十億美元重建黎巴嫩，以抵禦伊朗在該國不斷增長的影響力。
在2006年以黎衝突中，沙特阿拉伯向以色列傳達了支持以色列的秘密信息，並敦促其全力對付真主黨。此一秘密在幾年後被以色列媒體洩露。
2017年11月4日，正在沙特阿拉伯访问的薩德·哈里里宣布辞去总理职务，他自称有人想要刺杀他，并指责伊朗干涉地区事务，干涉阿拉伯国家内政。他还指责黎巴嫩真主党是伊朗在黎巴嫩以及其他阿拉伯国家的羽翼。其後的14日，哈里里行蹤再沒有被公開，一說是在沙特壓力下被逼請辭後被拘留，另一說是人身自由，能自由活動。前者說法由反對沙特的黎巴嫩真主黨及伊朗所支持，而法國及沙特則支持後者說法。是次神秘辭職風波亦引發了兩方的衝突，雙方互相指責。11月18日，哈里里離開利雅得，前往法國首都巴黎並與法國總統馬克宏會面。會見傳媒時哈里里否認被拘禁，並表示會在22日返回黎巴嫩。12月5日，哈里里收回辞呈。

## 對以色列關係
黎巴嫩和沙特阿拉伯兩國都公開支持解決以色列及巴勒斯坦問題，並在該問題上傾向支持巴勒斯坦一方。